# KO Kid
KO Kid est un court métrage français réalisé par Marc Caro en 1993 et sorti en 1994.

## Synopsis
Un combat inégal entre un boxeur petit et maigre, et un boxeur gros et grand.
Le film est un mélange d'animation et de prises de vue réelles, un peu surréaliste, ce qui en fait un film expérimental.

## Distribution
- Dominique Pinon
- Christophe Salengro
- François Hadji-Lazaro